# 210070 Robertcapa
210070 Robertcapa este o planetă minoră (asteroid) din centura de asteroizi. A fost descoperită pe 19 august 2006 la Piszkéstetői Obszervatórium⁠(d) de . 
Obiectul prezintă o orbită caracterizată de o semiaxă mare de 3,0474612687191 UAi, o excentricitate de 0,10153435927092, o înclinație de 2,8003140276296 ° în raport cu ecliptica.